# JAROKUS

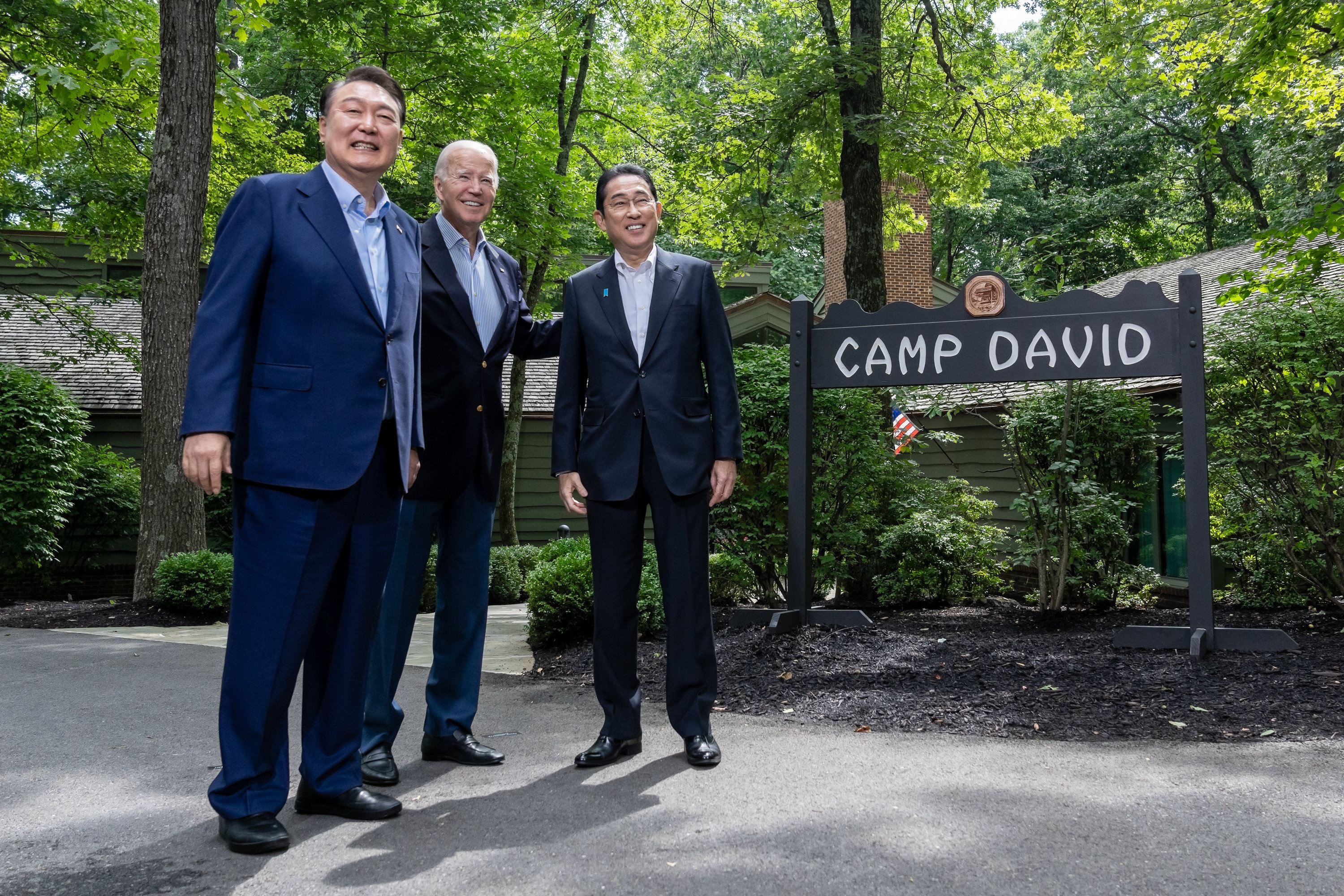
Von links nach rechts: Yoon Suk Yeol (Südkorea), Joe Biden (USA) und Fumio Kishida (Japan)

Der American-Japanese-Korean trilateral pact (JAROKUS), auch bekannt als Camp David Principles, ist ein Sicherheitsbündnis zwischen Japan, Südkorea und den Vereinigten Staaten, das am 18. August 2023 in Camp David von den Staatschefs der drei Staaten verkündet wurde. Der Pakt verpflichtet die drei Länder zu einer Reihe von Vereinbarungen und gilt als eines der von den USA geführten internationalen Sicherheitsbündnissen für den Raum Asien-Pazifik, zu denen auch Quad Plus und AUKUS gehören.
Seit dem Ende des Zweiten Weltkriegs sind die USA sowohl ein enger Verbündeter Japans als auch Südkoreas. Die japanisch-südkoreanischen Beziehungen waren über viele Jahrzehnte allerdings durch die japanischen Kriegsverbrechen im Zweiten Weltkrieg und die lange japanische Herrschaft über Korea angespannt. Auch aus eigenem Interesse bemühten sich die USA um eine bessere Beziehung ihrer beiden Verbündeten in Ostasien und versuchten bei den Streitigkeiten zu vermitteln. Im März 2023 beendete Südkoreas Präsident Yoon Suk-yeol die Forderungen der südkoreanischen Regierung an japanische Unternehmen, koreanische Arbeiter und ihre Nachfahren, die während des Zweiten Weltkriegs zu Zwangsarbeit verpflichtet wurden, zu entschädigen. Er ermöglichte damit eine Annäherung an Japan.
Der Pakt setzt einen formellen casus foederis fest, bei dem eine Bedrohung eines Mitglieds eine Bedrohung für alle darstellt, dieser ist aber nicht dem Artikel 5 des Nordatlantikvertrags gleichzusetzen. Jede Reaktion auf einen militärischen Angriff gegen ein Mitglied muss diskutiert werden. Der Pakt verbessert auch die trilaterale Raketenabwehr und sieht gemeinsame Militärübungen vor. Die drei Länder kündigten auch an, gemeinsam eine Sicherheitsstrategie für die indo-pazifische Region zu entwickeln.
Der Abschluss des Bündnisses ist vor allem als Reaktion auf die engere politische und militärische Zusammenarbeit zwischen Nordkorea, Russland und der Volksrepublik China nach dem Beginn des russischen Überfalls auf die Ukraine 2022 interpretiert worden.